# Казанова (Беневенто)
Казанова је насеље у Италији у округу Беневенто, региону Кампанија.
Према процени из 2011. у насељу је живело 103 становника. Насеље се налази на надморској висини од 416 м.